# Prague Philharmonia
La Prague Philharmonia (in lingua ceca Pražská komorní filharmonie) è un'orchestra da camera con sede a Praga in Repubblica Ceca.  L'orchestra dà concerti in diverse sedi di Praga, comprese la Dvořák Hall del Rudolfinum, la chiesa di San Simone e Giuda, il Teatro Švanda (Smíchov) e il Salone Philharmonia ed è sostenuta da contributi del Ministero della Cultura, della città di Praga e dall'autorità municipale. Nella stagione 2014/2015 il suo organico era costituito da 53 musicisti.

## Storia
Venne fondata da Jiří Bělohlávek nel 1993, dopo le sue dimissioni da direttore principale dell'Orchestra Filarmonica Ceca l'anno precedente. Il Ministro della Difesa aveva offerto dei fondi per formare quaranta giovani musicisti.  Bělohlávek decise di costituire una nuova orchestra da camera ed aveva iniziato le audizioni per sceglierne i componenti, ma il ministro ritirò la sua offerta l'anno successivo.  Bělohlávek fu quindi costretto a cercare finanziamenti privati, riuscendo così a costituire l'orchestra che fece il suo debutto nel 1994.  Bělohlávek fu il primo direttore principale, dal 1994 al 2005. Guidò l'orchestra al suo debutto alle Proms di Londra nel luglio 2004 e dal 2005 è il direttore emerito dell'orchestra.
Il secondo direttore è stato lo svizzero Kaspar Zehnder nel 2005, e contemporaneamente Jakub Hrůša divenne il direttore ospite principale.  Zehnder lasciò la direzione nel giugno 2008 alla fine del contratto. Nel marzo 2008 l'orchestra annunciò la nomina di Hrůša come terzo direttore principale a far data dal settembre 2008.
L'orchestra ha inciso per numerose etichette discografiche, comprese Supraphon, Deutsche Grammophon, EMI e Harmonia Mundi.

## Direttori principali
- Jiří Bělohlávek (1994–2005)
- Kaspar Zehnder (2005–2008)
- Jakub Hrůša (2008–2015)
- Emmanuel Villaume (2015-oggi)

## Discografia parziale
- Dvorak, A Bohemian Rhapsody (Conc. per vl./Romanza/ Mazurek/Othello/Carnival ouv.) - Gringolts/Guerini/Prague PO, 2016 Deutsche Grammophon
- Mozart and Bach: Arias and Cantatas - The City of Prague Philharmonic Orchestra/Hyunah Yu/Shuntaro Sato, 2007 EMI/Warner
- Kozená, Le belle immagini - Arie di Gluck/Mozart/Myslivicek, 2001 Deutsche Grammophon
- Netrebko, Souvenirs - Villaume/Garanca/Beczala/Swait, 2008 Deutsche Grammophon
- Duetto - Marcelo Álvarez/Salvatore Licitra/The City of Prague Philharmonic Orchestra/The Kühn's Choir, 2003 Sony
- The Godfather Trilogy: New Recordings from the Classic Scores - The City of Prague Philharmonic Orchestra, 2001 Silva Screen
- The Indiana Jones Trilogy: New Recordings from Classic Scores - The City of Prague Philharmonic Orchestra, 2008 Silva America
- The Music of John Williams: 40 Years of Film Music - The City of Prague Philharmonic Orchestra, 2003 Silva Screen
- The Essential James Bond - The City of Prague Philharmonic Orchestra, 1997 Silva Screen
- The Complete Harry Potter Film Music Collection - The City of Prague Philharmonic Orchestra/Nic Raine/James Fitzpatrick/Evan Jolly, 2012 Silva America